# Eje veje væk
Eje veje væk er en dansk kortfilm fra 2001, der er instrueret af Linda Krogsøe Holmberg efter manuskript af Teis Beyer.

## Handling
Den 30-årige kejtede ungkarl Peter sejler flygtninge i land fra et fragtskib i Østersøen på onkel Finns lille fiskerbåd. Nemt job - gode penge. Peter har svært ved at sige til og fra. Han er verdens mest ubeslutsomme mand. Af samme grund har han også lidt svært med det der med piger. Han bor stadig i kælderen under sin mors hus, og da han vil skjule en ung kvinde på flugt fra et arrangeret ægteskab kommer problemerne. Nu må Peter vælge - og det er ikke så let.